# Bugarach
Bugarach (prononcé : /by.ga.ʁaʃ/) est une commune française située dans le Sud du département de l'Aude, en région Occitanie. En 2021, elle comptait 240 Bugarachois. Le Pech de Bugarach (1 230 m), point culminant du massif des Corbières, se situe sur la commune. Le village est traversé par la Blanque, rivière qui se jette dans la Sals. Les premières traces du village remontent au XIIIe siècle, il joua un rôle important dans le développement économique de la haute vallée de l'Aude au XIXe siècle. Bugarach se trouve sur le sentier cathare, chemin de randonnée qui se rend de Port-la-Nouvelle dans l'Aude à Foix en Ariège.
Sur le plan historique et culturel, la commune fait partie du massif des Corbières, un chaos calcaire formant la transition entre le Massif central et les Pyrénées. Exposée à un climat océanique altéré, elle est drainée par l'Agly, la Blanque et par divers autres petits cours d'eau. La commune possède un patrimoine naturel remarquable : un site Natura 2000 (les « basses Corbières ») et cinq zones naturelles d'intérêt écologique, faunistique et floristique.
Bugarach est une commune rurale qui compte 242 habitants en 2022, après avoir connu un pic de population de 1 027 habitants en 1831. Ses habitants sont appelés les Bugarachois et ses habitantes les Bugarachoises.
Le patrimoine architectural de la commune comprend un immeuble protégé au titre des monuments historiques : le château, inscrit en 1948.

## Géographie

### Localisation

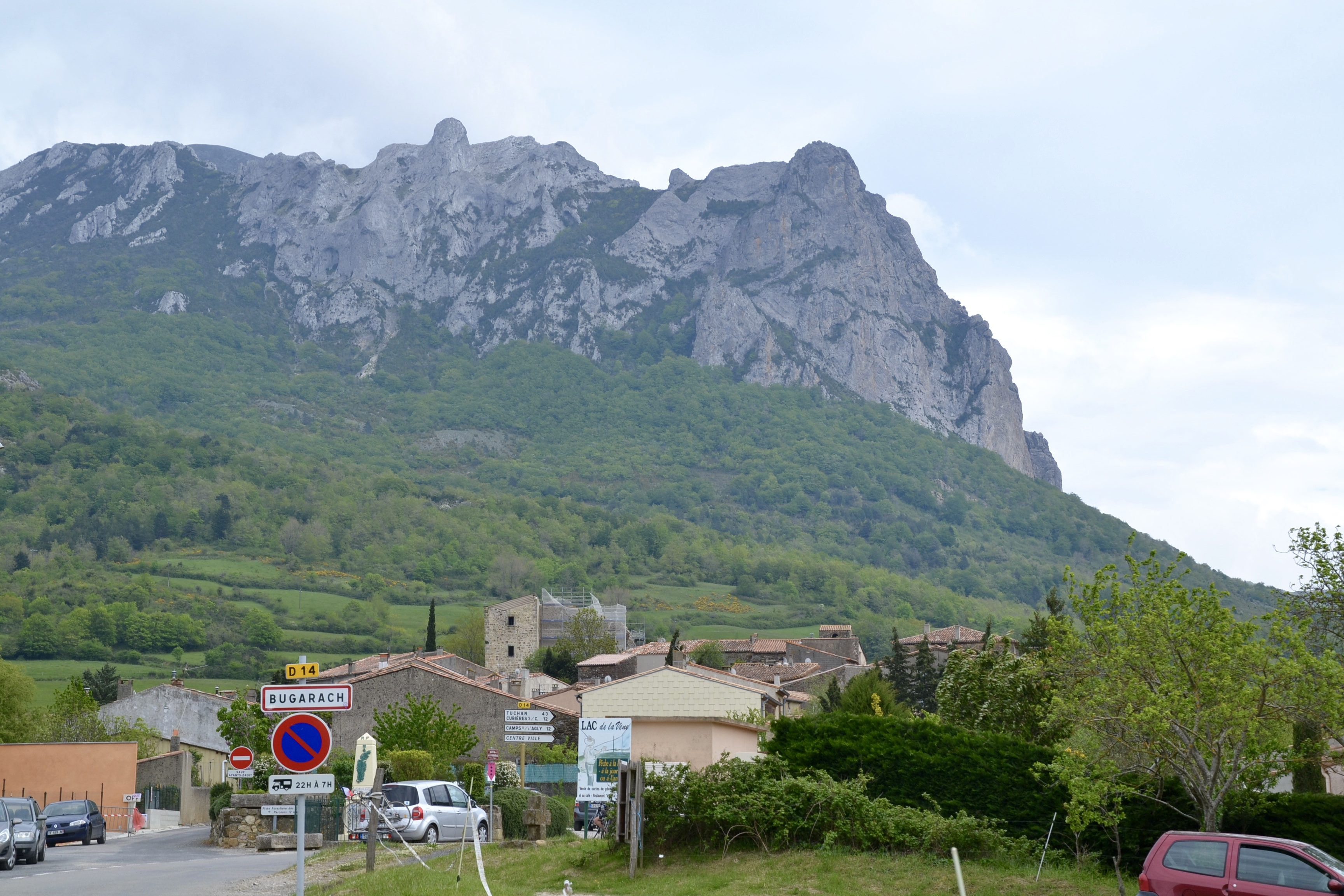
Entrée du village devant le Pech.

Bugarach est situé au sud-ouest des Corbières, au pied du point culminant du massif, le Pech de Bugarach (1 230 m). Elle est limitrophe du département des Pyrénées-Orientales. À vol d'oiseau, le village est à 37,8 km au sud de Carcassonne, 63,2 km au sud-ouest de Narbonne, 48,4 km à l'ouest-nord-ouest de Perpignan, 61,1 km à l'est de Foix et 108,5 km au sud-est de Toulouse. La Méridienne verte traverse la commune.

### Communes limitrophes
Les communes limitrophes sont  Camps-sur-l'Agly, Caudiès-de-Fenouillèdes, Rennes-le-Château, Saint-Just-et-le-Bézu, Saint-Louis-et-Parahou et Sougraigne.
Bugarach est limitrophe de sept autres communes, dont une par un quadripoint :
| Rennes-le-Château      | Sougraigne                                    | Fourtou (par un quadripoint) |
| Saint-Just-et-le-Bézu  | Bugarach                                      | Camps-sur-l'Agly             |
| Saint-Louis-et-Parahou | Caudiès-de-Fenouillèdes (Pyrénées-Orientales) |                              |

### Géologie et relief

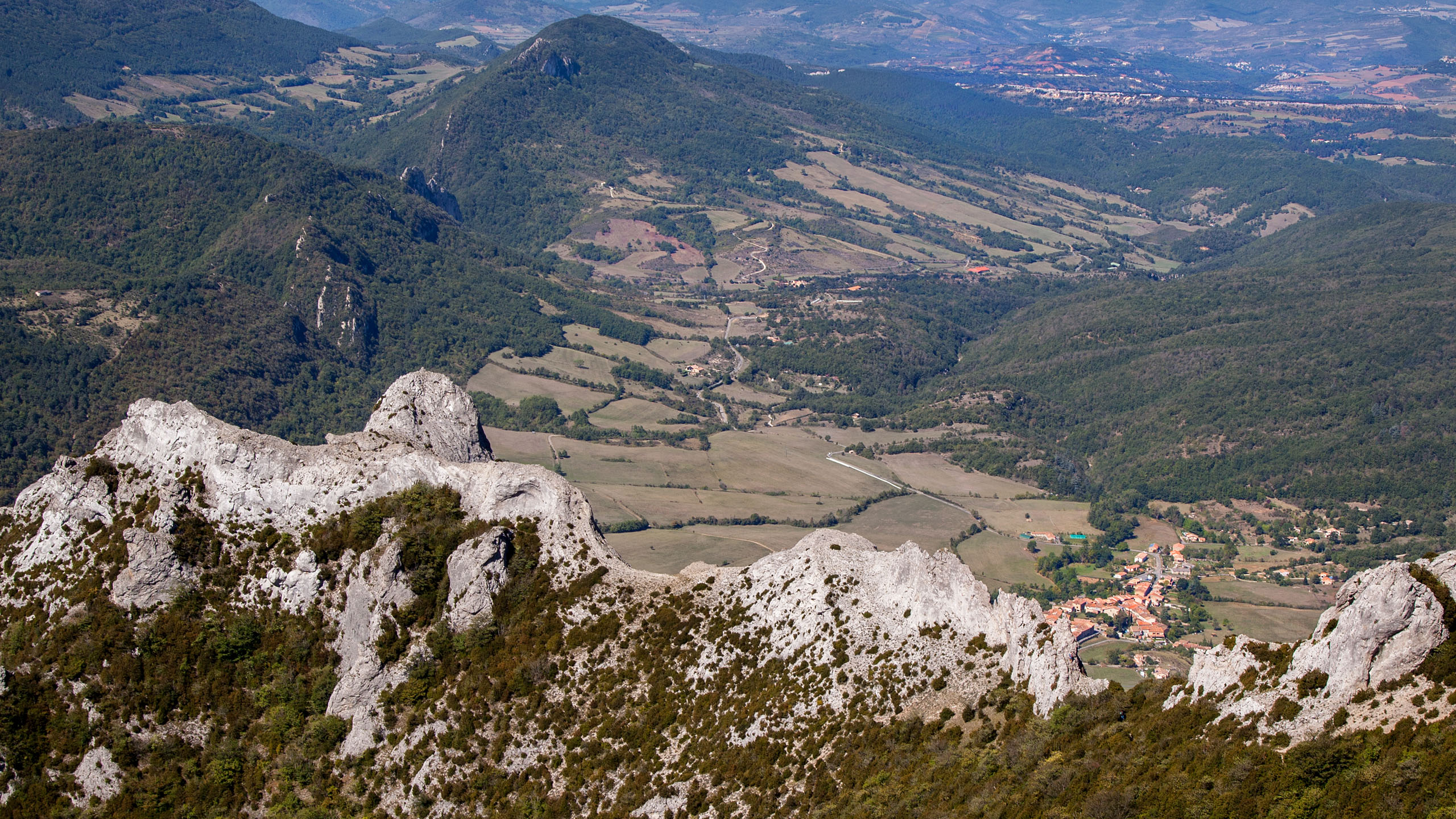
Vue depuis le Pic.

Le village situé à 436 m se niche au pied du Pech de Bugarach qui culmine à 1 230 m, la pente monte directement à l'est du village jusqu'à l'extrémité ouest du U  qui forme la montagne. Le pic est situé à l'autre extrémité de ce U, il est également surnommé « la montagne renversée » en raison de sa tectonique violemment perturbée lors de la surrection des Pyrénées.
Au sud de la commune on trouve le Serre de Ferran, relief allongé atteignant 852 m qui est dans le prolongement du Serre de Bec. À l'ouest, une petite colline surmontée d'un château culmine à 832 m et surplombe la vallée de la Blanque et la D 14, route d'accès à la commune.
Bugarach était connue au XVIIIe siècle pour abriter un important dépôt d'ambre jaune.
Bugarach se situe en zone de sismicité 3 (sismicité modérée).

### Hydrographie

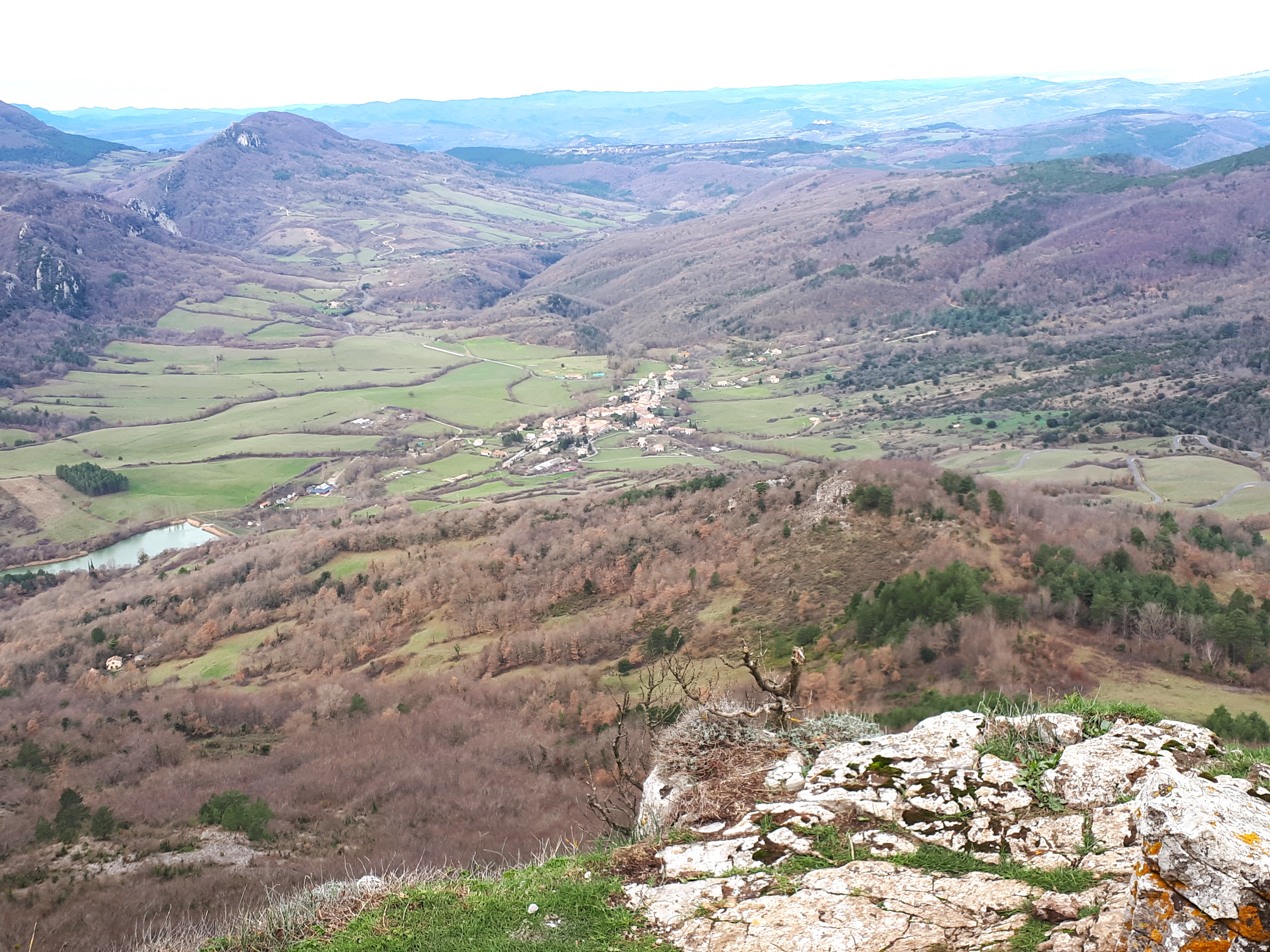
Village de Bugarach et le lac de la Vène. « ...le lac de la Vêne permet pêche à la ligne et baignades rafraichissantes... ».

La commune est dans la région hydrographique  Côtiers méditerranéens, au sein du bassin hydrographique Rhône-Méditerranée-Corse. Elle est drainée par l'Agly, la Blanque, le ruisseau de Campau, le ruisseau de Cams, le ruisseau de Casse-Rats, le ruisseau de la Coume, le ruisseau de la Peyrière, le ruisseau de la Pourteille, le ruisseau de Las Gourgues, le ruisseau des Caoussanels et le ruisseau des Gascous, constituant un réseau hydrographique de 27 km de longueur totale,.
L'Agly, d'une longueur totale de 81,7 km, prend sa source dans la commune de Camps-sur-l'Agly et s'écoule d'ouest en est. Il traverse la commune et se jette dans le golfe du Lion à Saint-Laurent-de-la-Salanque, après avoir traversé 22 communes.
La Blanque, d'une longueur totale de 14,7 km, prend sa source dans la commune de Saint-Louis-et-Parahou et s'écoule vers l'est puis se réoriente vers le nord-ouest. Elle traverse la commune et se jette dans la Sals à Rennes-les-Bains, après avoir traversé 5 communes.

### Climat
Pour des articles plus généraux, voir Climat de l'Occitanie et Climat de l'Aude.
En 2010, le climat de la commune est de type climat méditerranéen altéré, selon une étude s'appuyant sur une série de données couvrant la période 1971-2000. En 2020, Météo-France publie une typologie des climats de la France métropolitaine dans laquelle la commune est exposée à un climat de montagne ou de marges de montagne et est dans la région climatique Pyrénées orientales, caractérisée par une faible pluviométrie, un très bon ensoleillement (2 600 h/an), un air sec, particulièrement en hiver et peu de brouillards.
Pour la période 1971-2000, la température annuelle moyenne est de 12,2 °C, avec  une amplitude thermique annuelle de 15,1 °C. Le cumul annuel moyen de précipitations est de 982 mm, avec 8,9 jours de précipitations en janvier et 4,9 jours en juillet. Pour la période 1991-2020 la température moyenne annuelle observée sur la station météorologique la plus proche, située sur la commune de Granès à 9 km à vol d'oiseau, est de 13,5 °C et le cumul annuel moyen de précipitations est de 724,6 mm,. Pour l'avenir, les paramètres climatiques de la commune estimés pour 2050 selon différents scénarios d’émission de gaz à effet de serre sont consultables sur un site dédié publié par Météo-France en novembre 2022.

### Voies de communication et transports
La D 14 traverse le village d'est en ouest, cette route va de la D 611 près de Tuchan à la D 613 ancienne N 613 près de Couiza. Le col du Linas (667 m) est situé à l'est de Bugarach sur la D 14, il permet de passer de la vallée de la Blanque à celle de l'Agly. Une autre route, la D 45, part de Bugarach vers le sud et permet de rejoindre Saint-Louis-et-Parahou et le Fenouillèdes par le col de Saint-Louis.

### Milieux naturels et biodiversité

#### Réseau Natura 2000

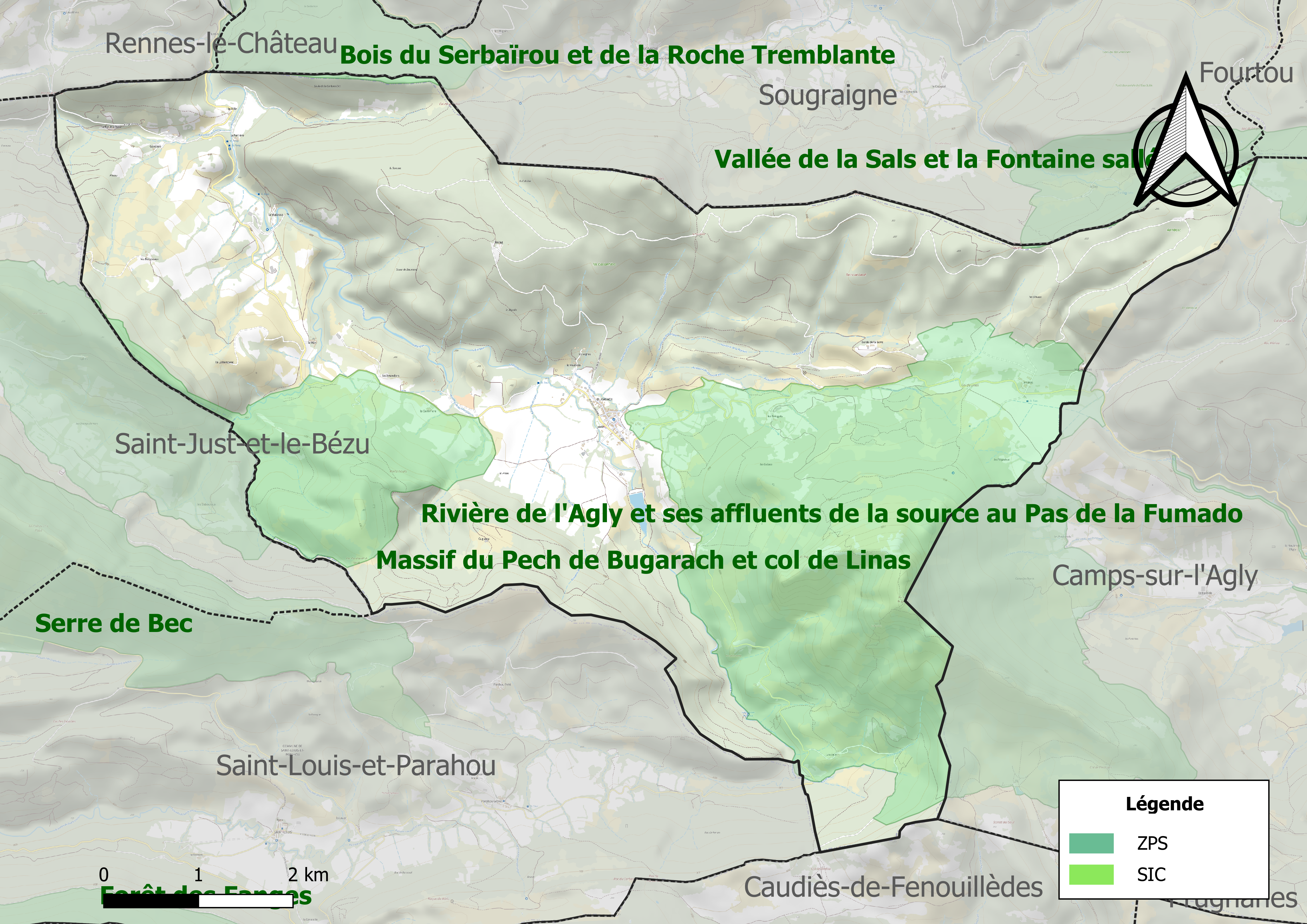
Sites Natura 2000 sur le territoire communal.

Le réseau Natura 2000 est un réseau écologique européen de sites naturels d'intérêt écologique élaboré à partir des directives habitats et oiseaux, constitué de zones spéciales de conservation (ZSC) et de zones de protection spéciale (ZPS). Un site Natura 2000 a été défini sur la commune au titre  de la directive oiseaux : les « basses Corbières », d'une superficie de 29 495 ha, un site important pour la conservation des rapaces : l'Aigle de Bonelli, l’'Aigle royal, le 'Grand-duc d’Europe, le 'Circaète Jean-le-Blanc, le 'Faucon pèlerin, le 'Busard cendré, l’'Aigle botté.

#### Zones naturelles d'intérêt écologique, faunistique et floristique
L’inventaire des zones naturelles d'intérêt écologique, faunistique et floristique (ZNIEFF) a pour objectif de réaliser une couverture des zones les plus intéressantes sur le plan écologique, essentiellement dans la perspective d’améliorer la connaissance du patrimoine naturel national et de fournir aux différents décideurs un outil d’aide à la prise en compte de l’environnement dans l’aménagement du territoire. Trois ZNIEFF de type 1 sont recensées sur la commune :
- le « bois du pech de la Paille et du Trou de la Relhe » (328 ha), couvrant 4 communes du département[23] ;
- le « massif du pech de Bugarach et col de Linas » (1 029 ha), couvrant 2 communes du département[24] ;
- la « serre Calmette et La Falconnière » (461 ha), couvrant 2 communes du département[25] ;

et deux ZNIEFF de type 2, : 
- les « Corbières occidentales » (59 005 ha), couvrant 66 communes du département[26] ;
- le « pech Bugarach et Serre de Bec » (5 235 ha), couvrant 6 communes du département[27].

Carte des ZNIEFF de type 1 et 2 à Bugarach.
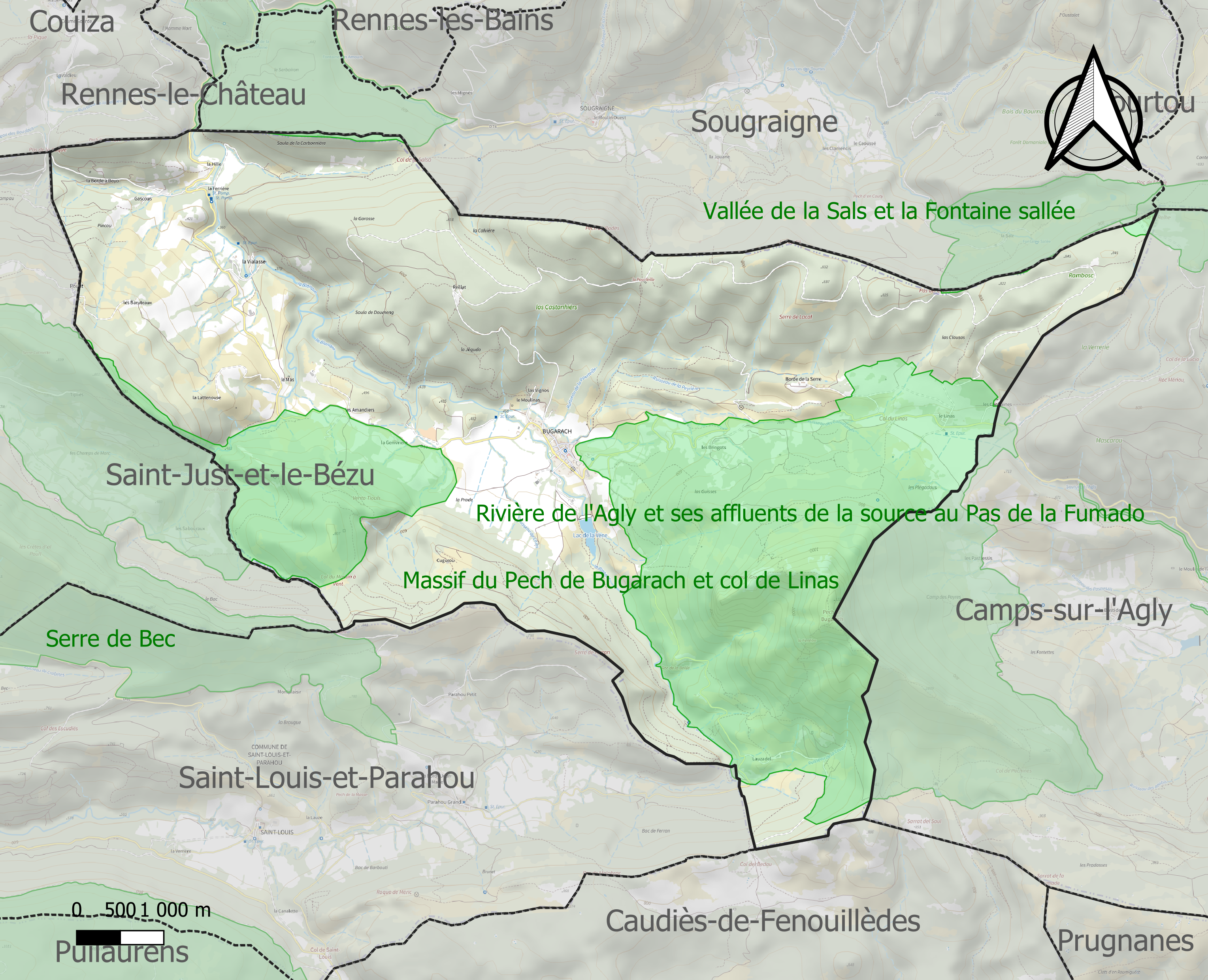
Carte des ZNIEFF de type 1 sur la commune.
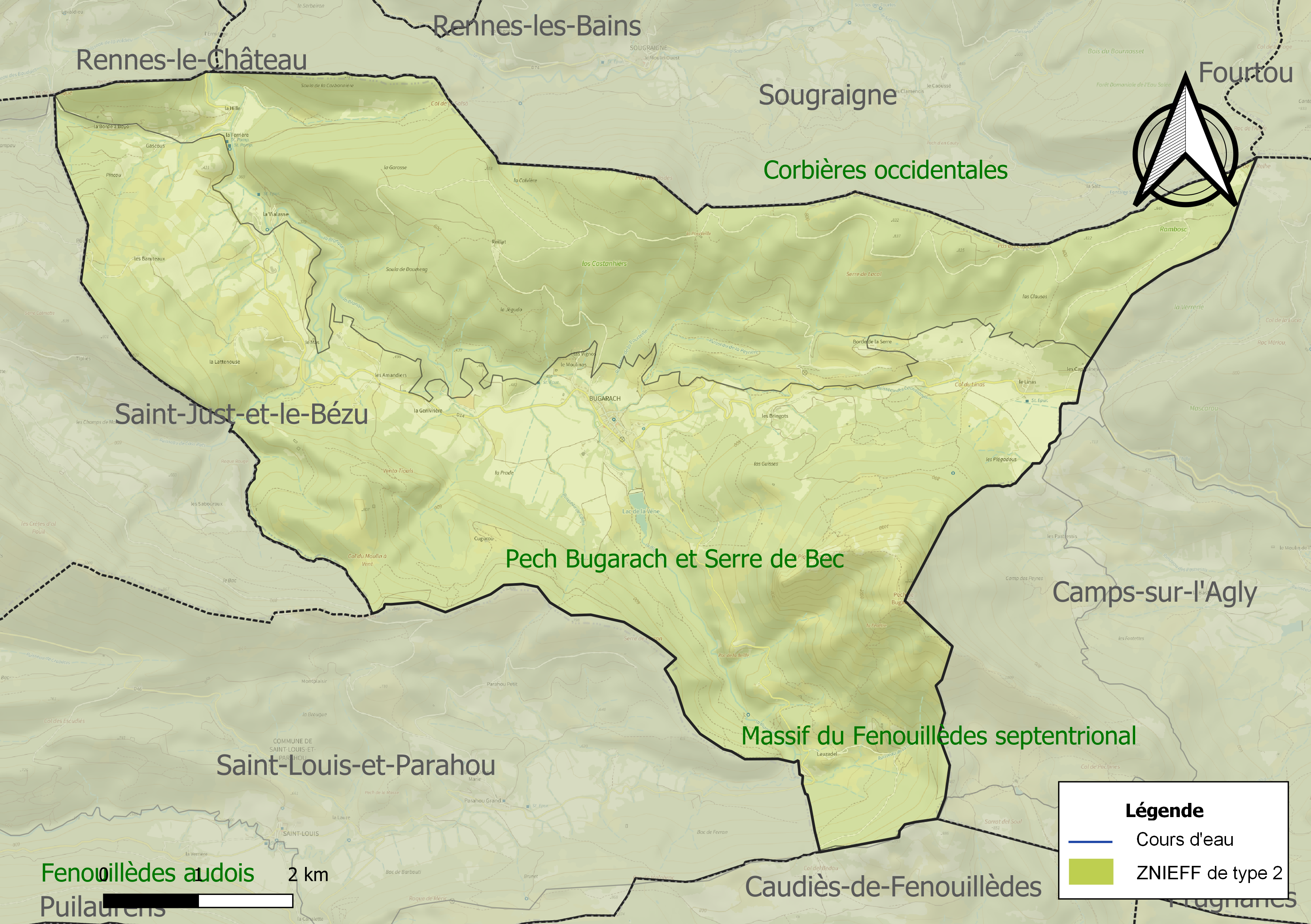
Carte des ZNIEFF de type 2 sur la commune.

## Urbanisme

### Typologie
Au 1er janvier 2024, Bugarach est catégorisée commune rurale à habitat dispersé, selon la nouvelle grille communale de densité à 7 niveaux définie par l'Insee en 2022.
Elle est située hors unité urbaine et hors attraction des villes,.

### Occupation des sols
L'occupation des sols de la commune, telle qu'elle ressort de la base de données européenne d’occupation biophysique des sols Corine Land Cover (CLC), est marquée par l'importance des forêts et milieux semi-naturels (76 % en 2018), en augmentation par rapport à 1990 (72,9 %). La répartition détaillée en 2018 est la suivante : 
forêts (64,7 %), zones agricoles hétérogènes (13,2 %), prairies (10,8 %), milieux à végétation arbustive et/ou herbacée (8,4 %), espaces ouverts, sans ou avec peu de végétation (2,8 %). L'évolution de l’occupation des sols de la commune et de ses infrastructures peut être observée sur les différentes représentations cartographiques du territoire : la carte de Cassini (XVIIIe siècle), la carte d'état-major (1820-1866) et les cartes ou photos aériennes de l'IGN pour la période actuelle (1950 à aujourd'hui).

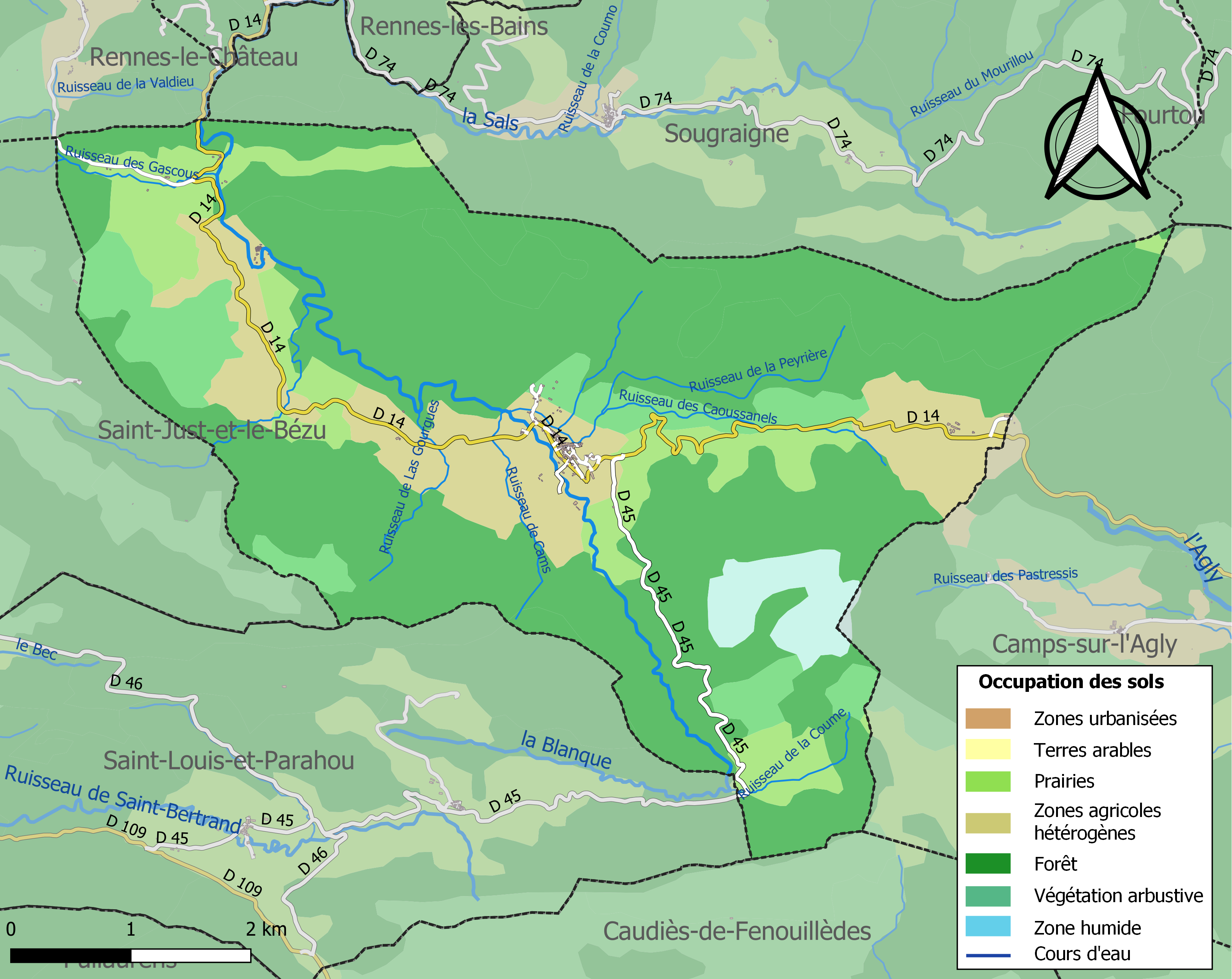
Carte des infrastructures et de l'occupation des sols de la commune en 2018 (CLC).

### Logements
En 2009, le nombre total de logements dans la commune était de 167.
Parmi ces logements, 54,5 % étaient des résidences principales, 37,1 % des résidences secondaires et 8,4 % des logements vacants. Ces logements étaient pour 97,6 % d'entre eux des maisons individuelles et pour 1,2 % des appartements.
La proportion des résidences principales, propriétés de leurs occupants était de 69,2 %.

### Travaux d'aménagement
En avril 2012, dans le cadre de la rédaction du plan local d'urbanisme (PLU), la commune a défini un plan d'aménagement et de développement durable (PADD) qui repose sur trois objectifs : maîtriser les règles du jeu en termes de constructibilité, gérer les ressources naturelles et énergétiques, préserver et valoriser les qualités du cadre de vie. C'est dans ce cadre également qu'a été défini une « orientation d’aménagement » relative à l’organisation du quartier à l’est du faubourg.

### Risques majeurs
Le territoire de la commune de Bugarach est vulnérable à différents aléas naturels : météorologiques (tempête, orage, neige, grand froid, canicule ou sécheresse), feux de forêts et séisme (sismicité modérée). Un site publié par le BRGM permet d'évaluer simplement et rapidement les risques d'un bien localisé soit par son adresse soit par le numéro de sa parcelle.

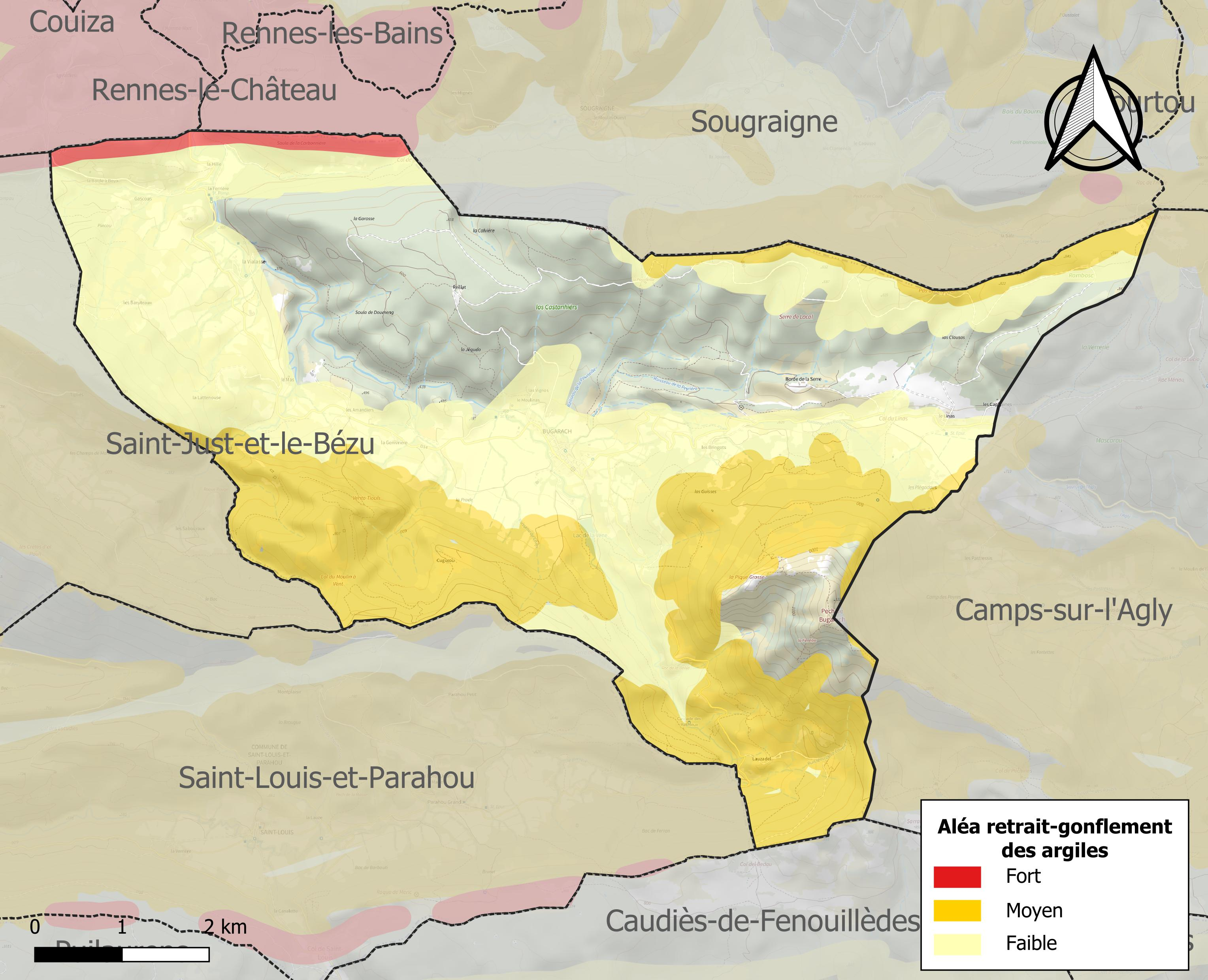
Carte des zones d'aléa retrait-gonflement des sols argileux de Bugarach.

Le retrait-gonflement des sols argileux est susceptible d'engendrer des dommages importants aux bâtiments en cas d’alternance de périodes de sécheresse et de pluie. 31,1 % de la superficie communale est en aléa moyen ou fort (75,2 % au niveau départemental et 48,5 % au niveau national). Sur les 177 bâtiments dénombrés sur la commune en 2019, 5 sont en aléa moyen ou fort, soit 3 %, à comparer aux 94 % au niveau départemental et 54 % au niveau national. Une cartographie de l'exposition du territoire national au retrait gonflement des sols argileux est disponible sur le site du BRGM,.

## Toponymie

### Anciennes mentions
Le toponymiste Ernest Nègre dans son ouvrage Toponymie générale de la France indique que les plus anciennes mentions attestées sont Burgaragius en 889, Bugaaragium en 1231, Burgairagio en 1259 et Bugaragium en 1347. Le dictionnaire étymologique des noms de lieux en France ajoute les mentions Bigarach en 1194 – 1500, Bigarach en 1298 – 1500, Brigaragio en 1377 et Bugaraich en 1594.

### Origines possibles
Ernest Nègre indique l'origine possible « champ de Bulgarevus » compte tenu du suffixe latin ium et de la mention Bulgarevus attestée en 962[pas clair].
Le toponyme peut être basé sur le nom d'homme germanique Burghar, avec le suffixe -aticum. Bulgar est par exemple le nom d'un comte wisigoth de Septimanie narbonnaise au VIIe siècle.

## Histoire

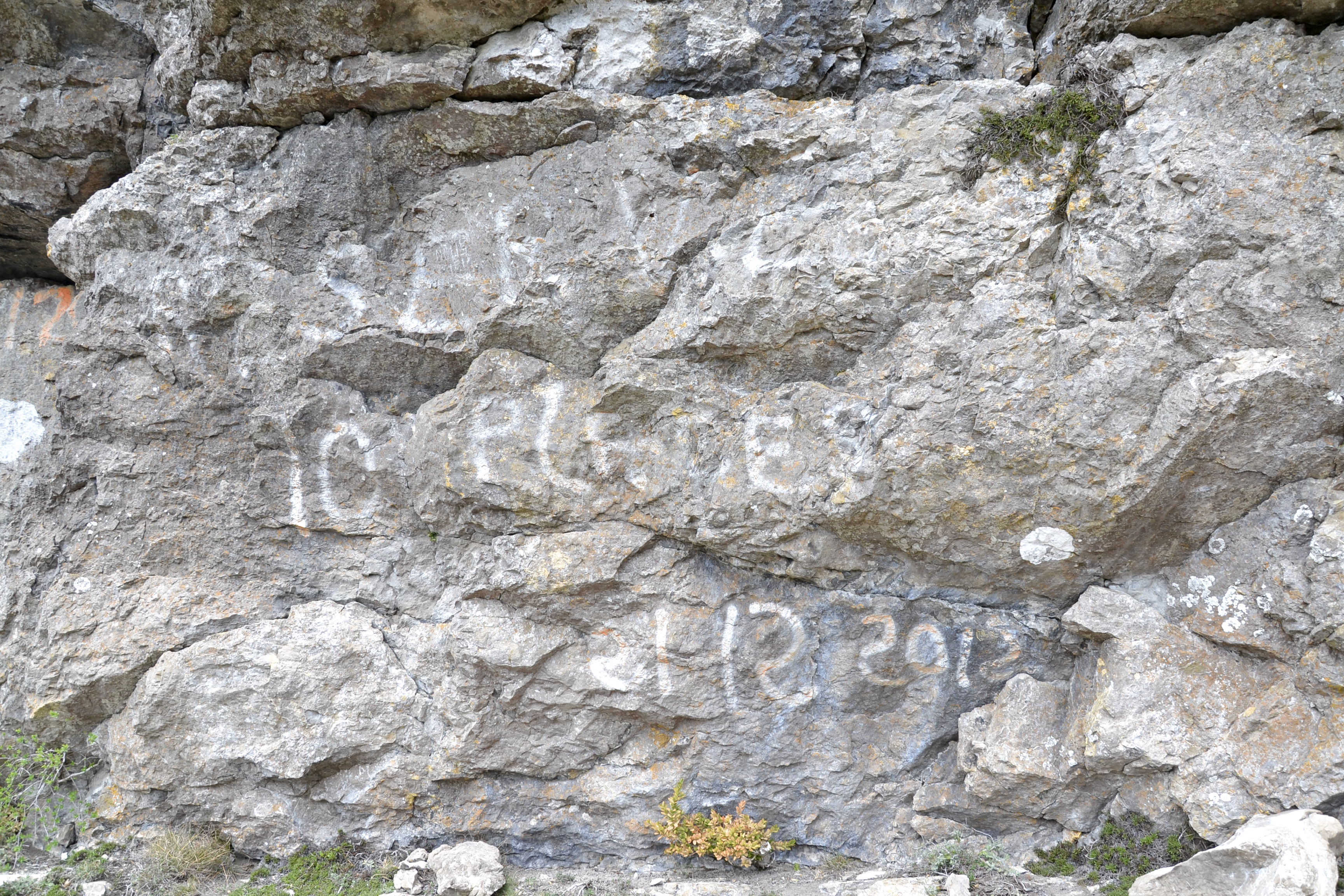
Traces d'anciens graffitis sur le pic, évoquant la fin du monde.

En 889, le roi Eudes confirme la propriété de la villa de Burgaragio à l'abbaye de Saint-Polycarpe.
On trouve les traces du village de Bugarach dès le XIIIe siècle. Lors de la conquête par les troupes françaises de Simon de Montfort, les différents villages du secteur reviennent à son sénéchal pour Toulouse et le Razès, Pierre de Voisins. Plus tard, le village de Bugarach sera érigé en viguerie et sera mentionné dans plusieurs textes.
Vers 1540, la famille de Voisins vend la seigneurie à Antoine de Lettes-Desprez de Montpezat, seigneur périgourdin, gouverneur du Languedoc. Il fait construire une mouline Ferrière (l'actuelle métairie de la Ferrière) sur ses terres de Bugarach. Son fils « Messire Melchior Després, gentilhomme ordinaire de la chambre du roi, sénéchal de Poitou et lieutenant de 100 hommes d'armes sous M. le duc de Guise », vendit en 1559 « le château, juridiction haute, moyenne et basse, les lieux et terres de Bugarach, Sougraigne et Lavaldieu, tasques, censives, droits de lods et vente, mines, herbages, vacants et tout autres choses et droits au seigneur des dits lieux, place et juridiction appartenant ». L’acquéreur Pierre Dax, écuyer, seigneur d'Axat, Artigues, Cailla et autres places, était issu de la famille Dax, une très ancienne famille originaire de Carcassonne qui donna plusieurs consuls de la Cité au Moyen Âge et resta présente dans la Haute vallée de l'Aude, notamment à Axat, jusqu'à l'orée du XXe siècle. Il était le fils de Jean Dax seigneur d'Axat, de Leuc, La Serpent et autres places, conseiller, grand chambellan du roi Charles VIII et grand prévôt des maréchaux de France au royaume de Sicile, et de Constance de Narbonne qui étaient aussi les parents d’Antoine Dax, seigneur de Trévas, abbé de Saint Polycarpe, puis évêque d’Alet et de François, seigneur de La Serpent et de Leuc, décédé avant 1559, dont le fils Jean représenta son oncle chez le notaire lors de la rédaction de l'acte.
À la fin du XVIe siècle cette seigneurie passa à la famille de Montesquieu. Jaquette de Niort épouse de Germain de Montesquieu la reçut en héritage de sa mère, Françoise de Roquelaure, qui l’avait achetée par contrat en 1590 aux héritiers de Pierre Dax. Une nouvelle maison seigneuriale fut construite à proximité de l'ancien château.
La seigneurie resta aux mains des Montesquieu et de leurs alliés jusqu'à la Révolution.
En 1572, durant les Guerres de Religion, le village de « Bugaraich » et son château sont une des bases des calvinistes cévenols et castrais pour les Corbières. Bugarach comme d'autres villages de la région est le théâtre d'affrontements importants entre catholiques et huguenots. Plusieurs fois massacré (1575 - 1577), le village est ravagé et la garnison exterminée en 1586, par Anne, duc de Joyeuse à la tête des troupes de la Ligue catholique, grâce à l'appui de quatre canons et après 20 jours de siège.
La partie la plus importante pour aujourd'hui du passé historique de Bugarach se situe dans le rôle considérable qui fut le sien dans le développement économique du XIXe siècle et du début du XXe siècle en Haute vallée de l'Aude.
Durant le règne de Louis XV, la guerre de Sept Ans (1756-1763) fait des prisonniers parmi la population bugarachoise. Les hommes se retrouvent en Haute-Silésie (Pologne) et confectionnent des chapeaux. De retour dans leur village, ils perpétuent ce savoir-faire en utilisant les ressources de la région : laine des moutons, outils en bois, eau des rivières. C'est ainsi que naît l'industrie chapelière qui se déplacera sous le Second Empire à Espéraza pour des raisons pratiques (musée de la Chapellerie à Espéraza). Aujourd'hui, le village, avec ses 202 habitants (2010), a une activité essentiellement agricole évoluant, avec ses gîtes et chambres d'hôtes, vers l'accueil touristique.

## Buzz médiatique
À la fin du XXe siècle, le pic de Bugarach devient une destination de choix hippie, puis New Age. Certains croient en des telluriques particulières à ce lieu ; ou encore qu'il abrite un trésor caché (comme Rennes-le-Château) ; ou bien encore que s'y trouve une activité OVNI. Au début du XXIe siècle se répand de surcroît l'idée que le village (ainsi que celui de Lamanère) serait épargné par la « fin du monde de décembre 2012 » (tout comme le Rtanj en Serbie). L'intérêt pour ce lieu et, en corollaire, sa fréquentation, s'accroissent alors encore,. Ce phénomène a diverses conséquences, dont la hausse des prix de l'immobilier, ou d'autres pratiques commerciales l'exploitant. Des médias diffusent ces informations, parlant par exemple d'« atteinte au patrimoine ». La « MIVILUDES » se penche sur la question,. La préfecture de l'Aude en vient à interdire l'accès à la montagne trois jours autour du 21 décembre 2012 ainsi que son survol aérien. Ce jour-là, on y trouve « 300 journalistes accrédités, 84 médias différents venus de 18 pays ». Un an plus tard, un documentaire, Médiapocalypse, raconte cet événement. Depuis, divers articles y font référence, de manière plus ou moins sérieuse.

## Politique et administration

### Découpage territorial
La commune de Bugarach est membre de la communauté de communes du Limouxin, un établissement public de coopération intercommunale (EPCI) à fiscalité propre créé le 2 décembre 2016 dont le siège est à Limoux. Ce dernier est par ailleurs membre d'autres groupements intercommunaux.
Sur le plan administratif, elle est rattachée à l'arrondissement de Limoux, au département de l'Aude, en tant que circonscription administrative de l'État, et à la région Occitanie.
Sur le plan électoral, elle dépend du canton de la Haute-Vallée de l'Aude pour l'élection des conseillers départementaux, depuis le redécoupage cantonal de 2014 entré en vigueur en 2015, et de la troisième circonscription de l'Aude  pour les élections législatives, depuis le redécoupage électoral de 1986.

### Tendance politiques et résultats
Lors du 1er tour de la présidentielle de 2002, Lionel Jospin est arrivé en tête avec 25 voix et 19,5 % devant Noël Mamère (20 voix et 16 %), Jean-Marie Le Pen (15 voix et 12 %), Arlette Laguiller (11 voix et 8,5 %) ex æquo avec Jean-Pierre Chevènement. Au 2d tour, Jacques Chirac est arrivé en tête avec 106 voix et 79,5 % contre 27 voix et 20,5 % pour Jean-Marie Le Pen.
Le 1er tour de la présidentielle de 2007 a amené en tête Ségolène Royal avec 54 voix et 34 % devant François Bayrou (33 voix et 21 %) et Nicolas Sarkozy (29 voix et 18 %). Au 2d tour, Ségolène Royal est arrivée en tête avec 105 voix et 65 % contre 56 voix et 35 % pour Nicolas Sarkozy.
Au 1er tour de la présidentielle de 2012, Jean-Luc Mélenchon et François Hollande sont arrivés ex æquo avec 41 voix et 25 % des suffrages devant Marine Le Pen (23 voix et 14 %), Nicolas Sarkozy et Eva Joly sont arrivés eux aussi ex æquo avec 19 voix et 11,5 %. Au 2d tour, François Hollande est arrivé en tête avec 118 voix et 73 % contre 44 voix et 27 % pour Nicolas Sarkozy.
Bugarach est une commune de gauche ayant de faibles penchants pour l'extrême gauche et l'extrême droite.

### Administration municipale
Le nombre d'habitants de la commune étant compris entre 100 et 1 000, le nombre de membres du conseil municipal est de 11.

### Liste des maires
Quatre maires se sont succédé depuis la Seconde Guerre mondiale :

### Jumelage
Au 1er décembre 2012, Bugarach n'est jumelée avec aucune commune.

## Population et société

### Démographie
L'évolution du nombre d'habitants est connue à travers les recensements de la population effectués dans la commune depuis 1793. Pour les communes de moins de 10 000 habitants, une enquête de recensement portant sur toute la population est réalisée tous les cinq ans, les populations de référence des années intermédiaires étant quant à elles estimées par interpolation ou extrapolation. Pour la commune, le premier recensement exhaustif entrant dans le cadre du nouveau dispositif a été réalisé en 2004.

En 2022, la commune comptait 242 habitants, en évolution de +8,04 % par rapport à 2016 (Aude : +2,65 %, France hors Mayotte : +2,11 %).
| 1793 | 1800 | 1806 | 1821 | 1831  | 1836 | 1841 | 1846 | 1851 |
| ---- | ---- | ---- | ---- | ----- | ---- | ---- | ---- | ---- |
| 688  | 732  | 790  | 748  | 1 027 | 867  | 884  | 825  | 780  |

| 1856 | 1861 | 1866 | 1872 | 1876 | 1881 | 1886 | 1891 | 1896 |
| ---- | ---- | ---- | ---- | ---- | ---- | ---- | ---- | ---- |
| 743  | 748  | 723  | 727  | 653  | 600  | 597  | 576  | 523  |

| 1901 | 1906 | 1911 | 1921 | 1926 | 1931 | 1936 | 1946 | 1954 |
| ---- | ---- | ---- | ---- | ---- | ---- | ---- | ---- | ---- |
| 506  | 505  | 434  | 387  | 354  | 310  | 277  | 268  | 226  |

| 1962 | 1968 | 1975 | 1982 | 1990 | 1999 | 2004 | 2006 | 2009 |
| ---- | ---- | ---- | ---- | ---- | ---- | ---- | ---- | ---- |
| 201  | 156  | 125  | 144  | 153  | 176  | 184  | 186  | 196  |

| 2014 | 2019 | 2022 | - | - | - | - | - | - |
| ---- | ---- | ---- | - | - | - | - | - | - |
| 230  | 240  | 242  | - | - | - | - | - | - |

### Enseignement
Bugarach est située dans l'académie de Montpellier.
La ville administre une école maternelle communale.

## Économie

### Revenus
En 2018  (données Insee publiées en septembre 2021), la commune compte 99 ménages fiscaux, regroupant 177 personnes. La médiane du revenu disponible par unité de consommation est de 14 080 € (19 240 € dans le département).

### Emploi
| Division       | 2008   | 2013   | 2018   |
| -------------- | ------ | ------ | ------ |
| Commune        | 14,6 % | 12,4 % | 25,7 % |
| Département    | 10,2 % | 12,8 % | 12,6 % |
| France entière | 8,3 %  | 10 %   | 10 %   |

En 2018, la population âgée de 15 à 64 ans s'élève à 148 personnes, parmi lesquelles on compte 74,3 % d'actifs (48,7 % ayant un emploi et 25,7 % de chômeurs) et 25,7 % d'inactifs,. Depuis 2008, le taux de chômage communal (au sens du recensement) des 15-64 ans est supérieur à celui de la France et du département.
La commune est hors attraction des villes,. Elle compte 57 emplois en 2018, contre 44 en 2013 et 49 en 2008. Le nombre d'actifs ayant un emploi résidant dans la commune est de 73, soit un indicateur de concentration d'emploi de 77,6 % et un taux d'activité parmi les 15 ans ou plus de 53,8 %.
Sur ces 73 actifs de 15 ans ou plus ayant un emploi, 54 travaillent dans la commune, soit 73 % des habitants. Pour se rendre au travail, 50,7 % des habitants utilisent un véhicule personnel ou de fonction à quatre roues, 12,1 % s'y rendent en deux-roues, à vélo ou à pied et 37,3 % n'ont pas besoin de transport (travail au domicile).

### Activités hors agriculture

#### Secteurs d'activités
31 établissements sont implantés  à Bugarach au 31 décembre 2019. Le tableau ci-dessous en détaille le nombre par secteur d'activité et compare les ratios avec ceux du département,.
| Secteur d'activité                                                                                        | Commune | Commune | Département |
| Secteur d'activité                                                                                        | Nombre  | %       | %           |
| --- | ------- | ------- | ----------- |
| Ensemble                                                                                                  | 31      |         |             |
| Industrie manufacturière, industries extractives et autres                                                | 6       | 19,4 %  | (8,8 %)     |
| Construction                                                                                              | 4       | 12,9 %  | (14 %)      |
| Commerce de gros et de détail, transports, hébergement et restauration                                    | 10      | 32,3 %  | (32,3 %)    |
| Information et communication                                                                              | 3       | 9,7 %   | (1,6 %)     |
| Activités spécialisées, scientifiques et techniques et activités de services administratifs et de soutien | 1       | 3,2 %   | (13,3 %)    |
| Administration publique, enseignement, santé humaine et action sociale                                    | 5       | 16,1 %  | (13,2 %)    |
| Autres activités de services                                                                              | 2       | 6,5 %   | (8,8 %)     |

Le secteur du commerce de gros et de détail, des transports, de l'hébergement et de la restauration est prépondérant sur la commune puisqu'il représente 32,3 % du nombre total d'établissements de la commune (10 sur les 31 entreprises implantées  à Bugarach), contre 32,3 % au niveau départemental.

### Revenus de la population et fiscalité
En 2010, le revenu fiscal médian par ménage était de 15 466 €, ce qui plaçait Bugarach au 31 462e rang parmi les 31 525 communes de plus de 39 ménages en métropole.

### Agriculture
La commune fait partie de la petite région agricole dénommée « Pays de Sault ». En 2010, l'orientation technico-économique de l'agriculture  sur la commune est la polyculture et le polyélevage.
|                                   | 1988  | 2000 | 2010 |
| --------------------------------- | ----- | ---- | ---- |
| Exploitations                     | 15    | 15   | 13   |
| Superficie agricole utilisée (ha) | 1 828 | 1519 | 1676 |

Le nombre d'exploitations agricoles en activité et ayant leur siège dans la commune est passé de 15 lors du recensement agricole de 1988 à 15 en 2000 puis à 13 en 2010, soit une baisse de 13 % en 22 ans. Le même mouvement est observé à l'échelle du département qui a perdu pendant cette période 52 % de ses exploitations. La surface agricole utilisée sur la commune a également diminué, passant de 1 828 ha en 1988 à 1 676 ha en 2010. Parallèlement la surface agricole utilisée moyenne par exploitation a augmenté, passant de 122 à 129 ha.

### Emploi
En 2009, la population de Bugarach se répartissait ainsi : 63,4 % d'actifs et 36,6 % d'inactifs dont 11,4 % de retraités et 8,1 % d'élèves, d'étudiants et de stagiaires non rémunérés.
Le taux de chômage était de 23,1 % comme en 1999.

### Entreprises et commerces
Au 31 décembre 2010, Bugarach comptait 42 établissements : seize dans l'agriculture-sylviculture-pêche, quatre dans l'industrie, trois dans la construction, treize dans le commerce-transports-services divers et six étaient relatifs au secteur administratif.
En 2011, quatre entreprises ont été créées à Bugarach.

## Culture locale et patrimoine

### Lieux et monuments
- Église Notre-Dame de Bugarach.

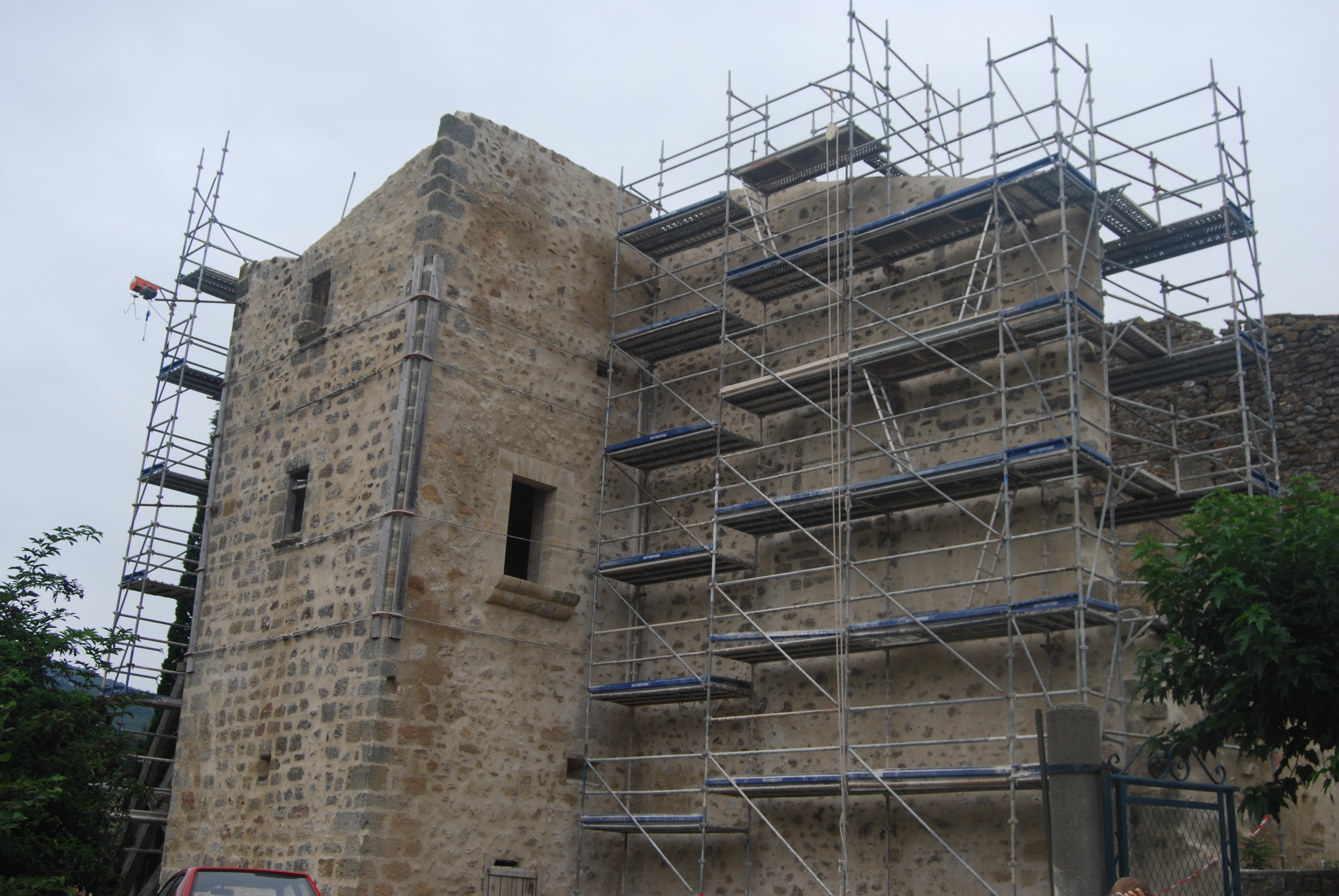
Château de Bugarach en rénovation.

- Le château de Bugarach, situé au cœur du village, date du XVIe siècle. Ses ruines (propriété privée) sont inscrites aux monuments historiques depuis le 13 avril 1948[73].
- Un pont romain à 2 km à l'ouest du village enjambait la Blanque. Il a été reconstruit à la suite d'une crue de la rivière en 1992[74].

- La commune est située sur le Sentier cathare, chemin de randonnée qui se rend de Port-la-Nouvelle dans l'Aude à Foix en Ariège.
- Le Pech de Bugarach est un pic des Pyrénées françaises dont le sommet et la partie ouest sont situés sur le territoire de la commune.

### Personnalités liées à la commune
- Antoine de Lettes-Desprez de Montpezat, gouverneur du Languedoc, maréchal de France en 1544, seigneur de Bugarach.
- La famille Dax qui compta parmi ses membres des seigneurs de Bugarach, en particulier le fils de Jean Dax seigneur d'Axat.
- La famille de Niort qui eut aussi dans ses rangs des seigneur de Bugarach.
- Sylvain Durif, dit « Oriana », « Sylvanus », l'« Homme vert », « Merlin l'enchanteur », le « Grand Monarque » ou bien encore le « Christ cosmique »[75],[76], devenu un phénomène internet.

### Héraldique
| Blason de Bugarach | Blason  | Tranché d'or et d'azur.                          |
| Blason de Bugarach | Détails | Le statut officiel du blason reste à déterminer. |